# Idioma varisi
Varisi es una lengua indígena de la Provincia de Choiseul, Islas Salomón.